# Gaetano Giallanza
Gaetano Giallanza, né le 6 juin 1974 à Dornach en Suisse, est un footballeur italo-suisse qui joue au poste d'attaquant. 

## Biographie
Avec le club français du FC Nantes, il joue 12 matchs en Division 1, inscrivant deux buts.
Avec les Bolton Wanderers, il joue trois matchs en Premier League.
Avec l'équipe suisse du FC Aarau, il inscrit 10 buts en première division suisse lors de la saison 2004-2005.
Au sein des compétitions européennes, il joue un match en Coupe de l'UEFA (deux buts), et deux en Coupe des coupes (un but).
Après avoir raccroché les crampons, il devient agent de joueurs et assiste notamment Timm Klose lors de son transfert à Norwich City.

## Palmarès
- Champion de Suisse en 1994 avec le servette FC
- Vainqueur de la Coupe de Suisse en 1996 avec le FC Sion